# Сирола, Орландо
Орландо Сирола (итал. Orlando Sirola; 30 апреля 1928, Фиуме — 13 ноября 1995, Болонья) — итальянский теннисист-любитель, теннисный тренер и администратор. Победитель чемпионата Франции по теннису в мужском парном разряде (1959, с Николой Пьетранджели), двукратный финалист Кубка Дэвиса в составе сборной Италии.

## Биография
Орландо Сирола родился в 1928 году в Фиуме в семье Николо Сиролы и Марии Врх, став последним из их шестерых детей и затем рано потеряв мать. Орландо с детства увлекался спортом, в том числе баскетболом и теннисом, но у его отца — переводчика в компании по перевозкам — не было денег, чтобы отдать его в спортивную секцию. Его старший брат Аттилио соорудил для себя и Орландо две примитивных ракетки, и мальчики играли в теннис на улице. В 1938 году на Орландо обратил внимание местный теннисист-любитель, инженер Граф. Граф выставил Сиролу вместо себя в матче против своей дочери, а потом устроил его на работу подносчиком мячей в городском клубе и подарил ему ракетку.
В сентябре 1943 года, после заключения перемирия между Италией и союзниками, семья Сирола, как и многие другие жители Фиуме, оказалась заложником отношений между Италией и югославскими партизанами. Другой старший брат Орландо — Слевен — был отправлен в Дахау, где умер в 1944 году, а сам Орландо, наоборот, был арестован югославской полицией как неблагонадёжный элемент. Его заключение продолжалось полгода, и освободиться ему помог инженер Граф, свидетельствовавший в его защиту на суде.
В конце войны семья Сирола была вынуждена покинуть Фиуме. Некоторое время они провели в лагере беженцев Латина, а в 1951 году Орландо с отцом перебрались в Милан. К 18 годам высокий и мощно сложенный Сирола достиг роста 1,97 метра, в следующем году оказавшись в числе участников спортивного лагеря для наиболее талантливых молодых баскетболистов Италии в Сан-Ремо. В 19 лет он окончил учёбу, получив специализацию бухгалтера. В Милане Сирола благодаря помощи бывшего теннисиста Федерико Кварио получил годичный спонсорский контракт, позволивший ему принимать участие в национальных теннисных соревнованиях; к концу года он уже выступал в паре с Джанни Клеричи, начав полноценную игровую карьеру, а в следующем году уже выиграл чемпионат Италии во втором дивизионе. В дальнейшем его партнёрами по корту были Битти Бергамо и Джорджо Факини.
В 1953 году Сирола впервые сыграл за сборной Италии в Кубке Дэвиса. В паре с Марчелло дель Белло он участвовал в победе итальянцев над командой Нидерландов. В этом же году началось его сотрудничество с молодым Николой Пьетранджели, чьего отца Сирола обыграл в финале второго дивизиона за год до этого. Вместе Сирола и Пьетранджели выиграли международный турнир в Венеции, победив в финале Ярослава Дробного и Джанни Кучелли. Разглядев потенциал новой пары, президент Федерации тенниса Италии Толуссо распорядился, чтобы именно она представляла Италию в Кубке Дэвиса.
В 1954 году Сирола стал чемпионом Италии в смешанном парном разряде с Николой Мильори, а с 1955 по 1958 год выигрывал с Пьетранджели национальное первенство в мужских парах; в одиночном разряде завоевать титул чемпиона Италии ему, однако, так и не удалось. В 1956 году Сиролу пригласили выступать за болонский клуб «Виртус», и на следующий год в составе этой команды он выиграл командное первенство Италии — Кубок Бриана (итал. Coppa Brian).
В 1955 году Пьетранджели и Сирола вышли в финал чемпионата Франции, а на следующий год повторили этот результат на Уимблдонском турнире. Они остаются единственной итальянской парой, игравшей в мужском парном финале на Уимблдоне; в следующие три года они каждый раз оступались в полуфинале. В 1959 году Пьетранджели и Сирола вновь пробились в финал чемпионата Франции, но на этот раз завершили его победой. Ни одной итальянской мужской паре не удавалось больше выиграть турнир Большого шлема вплоть до 2015 года, когда Фабио Фоньини и Симоне Болелли стали победителями Открытого чемпионата Австралии. На индивидуальном уровне Сирола за вторую половину 1950-х годов выиграл чемпионат Швейцарии на крытых кортах, турниры в Альтамуре (Венесуэла), Мюнхене и ряде других городов. На его счету были также выходы в финал чемпионата Германии (1956) и турнира Wimbledon Plate — сателлита Уимблдонского турнира для игроков, выбывших из борьбы в первые два круга (1960). На самом Уимблдоне ему дважды (в 1959 и 1962 годах) удалось выйти в четвёртый круг, а лучшим результатом в одиночном разряде в турнирах Большого шлема для Сиролы стал полуфинал чемпионата Франции 1960 года — в тот год он последовательно преодолел сопротивление таких игроков, как Рой Эмерсон, Пьер Дармон и Барри Маккей, прежде чем уступить Луису Айяле. В международном чемпионате Италии Сирола трижды доходил до четвертьфинала в одиночном разряде и семь раз становился финалистом в паре с Пьетранджели — однако выиграть они не сумели ни разу.
Особо выделяются успехи Сиролы в рядах сборной Италии в Кубке Дэвиса. Уже в 1955 году итальянская команда при его участии выиграла Европейскую отборочную зону, проиграв затем в межзональном финале австралийцам. Этот же результат итальянцы повторили в 1956 и 1958 годах. Наконец, в 1960 году Пьетранджели и Сирола стали первыми за более чем два десятилетия, кому удалось вмешаться в соперничество сборных США и Австралии, попеременно становившихся обладателями Кубка Дэвиса начиная с 1938 года. В этом и в следующем годах итальянцам удалось дважды подряд обыграть команду США в межзональном финале и пробиться в раунд вызова, чтобы встретиться с действующим обладателем Кубка — сборной Австралии. Однако титул Сироле и Пьетранджели завоевать так и не удалось. Тем не менее они вошли в историю Кубка Дэвиса как самая результативная пара, выиграв вместе 34 встречи. Этот рекорд не побит и полвека спустя.
В 1963 году Сирола и Пьетранджели завоевали бронзовую медаль на первых Средиземноморских играх. После этого Сирола принял решение завершить игровую карьеру. Он основал фирму, торговавшую теннисным оборудованием, но это предприятие долго не просуществовало. Закрыв компанию в начале 1970-х годов, Сирола продолжал работать в области торговли теннисным оборудованием, в частности побывав представителем нескольких фирм в Южной Америке. Одновременно он сотрудничал с Федерацией тенниса Италии и в 1969 году был назначен на пост капитана сборной Италии в Кубке Дэвиса. В 1970 году в этом качестве он пошёл на радикальный шаг, отказавшись от услуг стареющего Пьетранджели в пользу более молодых игроков — Адриано Панатты и Массимо ди Доменико, но эксперимент оказался неудачным: итальянцы проиграли Чехословакии, и на следующий год Сироле пришлось вернуть Пьетранджели в состав.
Орландо Сирола умер в Болонье в конце 1995 года. От жены Корис (урожд. Филлипс), с которой Орландо познакомился в 1955 году в Великобритании, у него было пятеро детей. После смерти в его честь были названы корт в спорткомплексе болонского «Виртуса» и приз за спортивное поведение, вручаемый клубом города Неттуно на ежегодном международном теннисном турнире. Муниципалитет Болоньи установил в его честь памятную доску.

## Финалы турниров Большого шлема за карьеру

### Мужской парный разряд (1-2)
| Результат | Год  | Турнир              | Покрытие | Партнёр             | Соперники в финале       | Счёт в финале      |
| --------- | ---- | ------------------- | -------- | ------------------- | ------------------------ | ------------------ |
| Поражение | 1955 | Чемпионат Франции   | Грунт    | Никола Пьетранджели | Вик Сейксас Тони Траберт | 1-6, 6-4, 2-6, 4-6 |
| Поражение | 1956 | Уимблдонский турнир | Трава    | Никола Пьетранджели | Кен Розуолл Лью Хоуд     | 5-7, 2-6, 1-6      |
| Победа    | 1959 | Чемпионат Франции   | Грунт    | Никола Пьетранджели | Нил Фрейзер Рой Эмерсон  | 6-3, 6-2, 14-12    |

## Финалы Кубка Дэвиса за карьеру (0-2)
| Результат | Год  | Место проведения    | Состав                     | Соперник в финале                           | Счёт |
| --------- | ---- | ------------------- | -------------------------- | ------------------------------------------- | ---- |
| Поражение | 1960 | Сидней, Австралия   | Н. Пьетранджели, О. Сирола | Австралия Р. Лейвер, Н. Фрейзер, Р. Эмерсон | 1:4  |
| Поражение | 1961 | Мельбурн, Австралия | Н. Пьетранджели, О. Сирола | Австралия Р. Лейвер, Н. Фрейзер, Р. Эмерсон | 0:5  |